# Harakiri (album)
Harakiri – trzeci solowy album studyjny wokalisty zespołu System of a Down, Serja Tankiana, wydany 10 lipca 2012 roku. W ramach promocji wydawnictwa do piosenek "Figure it Out" oraz tytułowej "Harakiri" zrealizowano teledyski. Jest to pierwszy z trylogii Serja Tankiana, wraz z albumami Orca, Jazz-Iz-Christ i Funktronic. Płyta zadebiutowała na 29. miejscu zestawienia Billboard 200.
Rytualne japońskie samobójstwo, które jest tytułem trzeciej płyty frontmana System of a Down, nawiązuje do masowych śmierci zwierząt, zdarzających się ostatnio na całym świecie. Głównym impulsem do napisania tytułowej piosenki, jak twierdzi Tankian, było jedno z takich wydarzeń – śmierć tysięcy ptaków oraz ryb w Beebe (Arkansas).

## Lista utworów
Opracowano na podstawie materiału źródłowego
1. Cornucopia – 4:28
2. Figure it out – 2:52
3. Ching Chime – 4:05
4. Butterfly – 4:10
5. Harakiri – 4:19
6. Occupied Tears – 4:21
7. Deafening Silence – 4:16
8. Forget Me Knot – 4:26
9. Reality TV – 4:09
10. Uneducated Democracy – 3:59
11. Weave On – 4:07

## Twórcy
Opracowano na podstawie materiału źródłowego
- Serj Tankian – wokal prowadzący, miksowanie, produkcja muzyczna
- Dan Monti – gitara prowadząca, miksowanie, inżynieria dźwięku
- Mario Pagliarulo – gitara basowa
- Troy Zeigler – perkusja
- Vlado Meller – mastering
- Robert Sebree – projekt oprawy graficznej